# Joachim Herrmann (ur. 1956)
Joachim Herrmann (ur. 21 września 1956 w Monachium) – niemiecki polityk, prawnik i samorządowiec, działacz Unii Chrześcijańsko-Społecznej (CSU), poseł do landtagu, od 2007 minister spraw wewnętrznych w rządzie Bawarii, w latach 2008–2023 również drugi wicepremier.

## Życiorys
W 1975 zdał egzamin maturalny w Erlangen, po czym odbył służbę wojskową. W latach 1976–1984 kształcił się w zakresie prawa; studiował na Uniwersytecie Fryderyka i Aleksandra w Erlangen i Norymberdze oraz Uniwersytecie Ludwika i Maksymiliana w Monachium, następnie zdał państwowe egzaminy prawnicze I i II stopnia. Pracował w administracji rządowej (1984–1988) i jako kierownik działu porządku publicznego w administracji powiatu Erlangen-Höchstadt (1988–1992). Od 1992 do 1994 był radcą prawny w oddziale Siemensa, następnie podjął praktykę adwokacką.
W działalność polityczną zaangażował się w 1977, wstępując do bawarskiej Unii Chrześcijańsko-Społecznej. Działał także w chadeckiej młodzieżówce Junge Union. W latach 1987–1991 pełnił funkcję wiceprzewodniczącego federalnych struktur tej organizacji. Od 1990 do 2003 zasiadał w radzie miejskiej Erlangen, gdzie przewodniczył frakcji radnych CSU. W 1994 po raz pierwszy wybrany na posła do landtagu, reelekcję uzyskiwał w 1998, 2003, 2008, 2013, 2018 i 2023. Od 1997 do 1998 był zastępcą sekretarza generalnego CSU, następnie przez rok sekretarzem stanu w bawarskim ministerstwie pracy i zdrowia. Później pełnił funkcję wiceprzewodniczącego (1999–2003) i przewodniczącego (2003–2007) klubu deputowanych swojego ugrupowania.
W 2007 został ministrem spraw wewnętrznych w rządzie Günthera Becksteina. W 2008 ubiegał się o przewodnictwo w CSU, jednak zrezygnował przed głosowaniem, popierając Horsta Seehofera. W jego utworzonym w tym samym roku gabinecie pozostał na stanowisku ministra spraw wewnętrznych, utrzymując ten urząd również w 2013, kiedy to dodatkowo powierzono mu kwestie budownictwa i transportu. W obu tych gabinetach obejmował też funkcję drugiego wicepremiera.
W 2017 był głównym kandydatem CSU w wyborach do Bundestagu. Nie zasiadł jednak w federalnym parlamencie, nie ubiegał się bowiem o mandat bezpośredni, a CSU nie przypadły dodatkowe mandaty z listy partyjnej. W 2018 w nowym bawarskim rządzie Markusa Södera został ponownie drugim wicepremierem, a także ministrem spraw wewnętrznych i integracji. W tym samym roku w drugim gabinecie dotychczasowego premiera utrzymał urząd ministra spraw wewnętrznych i integracji, otrzymując dodatkowo odpowiedzialność za sprawy sportu i pozostając na funkcji drugiego wicepremiera. W powołanym w 2023 trzecim rządzie Markusa Södera objął stanowisko ministra spraw wewnętrznych, integracji i sportu.